# Chlorfluorid
Chlorfluorid ist eine Interhalogenverbindung, die aus den Elementen Chlor und Fluor besteht. Wie die meisten Interhalogene und alle Chlorfluoride ist sie extrem reaktiv. Entdeckt wurde sie 1928 von Otto Ruff.

## Gewinnung und Darstellung
Chlorfluorid kann hergestellt werden, indem man ein Gemisch von elementaren Chlor und Fluor in Anwesenheit von Kupferspänen auf 250 °C erhitzt.
{\displaystyle \mathrm {Cl_{2}+F_{2}\longrightarrow 2\ ClF} }
Ebenfalls möglich ist die Darstellung durch Reaktion von Chlortrifluorid mit Chlor.
{\displaystyle \mathrm {ClF_{3}+Cl_{2}\longrightarrow 3\ ClF} }

## Eigenschaften und Verwendung
Als Feststoff und Gas ist Chlorfluorid farblos, als Flüssigkeit besitzt es eine fahlgelbe Farbe. Mit Wasser, Metallen und vielen organischen Verbindungen reagiert es stürmisch unter Feuererscheinung; Glas greift es unter Bildung explosiver Chloroxide an. Chlorfluorid kann als mittelstarkes Fluorierungsreagens eingesetzt werden.